# Eli (Vorname)
Eli ist ein überwiegend männlicher Vorname.

## Herkunft und Bedeutung
Der männliche Name Eli, hebräisch עֵלִי ʿēlî, ist eine eigenständige Kurzform von der Wurzel עלה ʿlh mit ausgefallenem theophoren Element: „der Höchste [ist Gott]“.
Darüber hinaus ist علي Ali die arabische Variante des mit dem hebräischen Namen verwandten Namens Ali.
Gelegentlich ist der Name auch als weiblicher Vorname, dann als Kurzform von Elisabeth oder Elin.

## Verbreitung
Heute ist Eli vor allem in Neuseeland sehr beliebt. Im Jahr 2010 stieg er in die Top 10 der Vornamenscharts auf und landete sofort auf Rang 58. Im Jahr 2021 belegte der Name Rang 39 der Hitliste. In Australien schaffte der Name es im Jahr 2021 auf Rang 64 der Vornamenscharts.
Im ausgehenden 19. Jahrhundert war der Name in den USA verbreitet. Seine Popularität sank bis in die 1960er Jahr hinein, um dann wieder anzusteigen. Seit 2008 gehört der Name zur Top 100 der Vornamenscharts und belegte im Jahr 2021 Rang 64 der Hitlisten. Auch in Kanada trat der Name ein Jahr später in die Top 100 ein.
In England und Wales nahm die Beliebtheit des zuvor sehr seltenen Namens etwa seit der Jahrtausendwende zu. Im Jahr 2020 lag er auf Rang 110 der beliebtesten Jungennamen.
In den Niederlanden ist Eli mäßig verbreitet.
Lediglich in Slowenien ist Eli als Frauenname geläufig. Dort gehört der Name seit 2016 zu den 100 beliebtesten Frauennamen. Dabei variiert die Popularität in den verschiedenen Jahren stark. Im Jahr 2020 belegte der Name Rang 95 der Hitliste. In Norwegen war Eli in der Mitte des letzten Jahrhunderts als Frauenname verbreitet, wird heute jedoch nur noch selten vergeben.
In Deutschland ist der Name Eli sehr selten und wird überwiegend von Männern getragen.

## Varianten

### Hebräischer Name
- Finnisch: Eeli
- Griechisch: Ηλι Ēli, Ηλει Ēlei, Ἠλείς Ēleís
- Hebräisch: עֵלִי ʿēlî
- Latein: Heli

#### Verwandte Namen
- Deutsch: Ilai
- Hebräisch: עִילַי ʿîlaj
- Latein: Ilai
- Niederländisch: Elai

### Kurdischer Name
Siehe Ali

### Weiblicher Name
Siehe Elisabeth #Varianten und Helena #Varianten

## Namensträger

### Männliche Namensträger

#### Historische Zeit
- Eli (Priester),  	alttestamentlicher Priester

#### Vorname
- Eli (Sänger) (* 1998 als Elias Breit), deutscher Singer-Songwriter

- Eli Aflalo (* 1952), israelischer Politiker (Kadima)
- Eli Alaluf (* 1945), israelischer Politiker (Kulanu)
- Eli Alon (* 1945), israelischer Anästhesiologe
- Eli Amir (* 1937), israelischer Schriftsteller
- Eli P. Ashmun (1770–1819), US-amerikanischer Politiker (Föderalisten)
- Eli Balas (* 1955/1956), US-amerikanischer Pokerspieler
- Eli Ben-Dahan (* 1954), israelischer Politiker (haBajit haJehudi)
- Eli Ben-Menachem (* 1947), israelischer Politiker
- Eli Biham (* 1960), israelischer Kryptologe
- Eli Whitney Blake, Sr. (1795–1886), US-amerikanischer Unternehmer und Erfinder
- Eli Whitney Blake, Jr. (1836–1895), US-amerikanischer Physiker
- Eli Broad (1933–2021), US-amerikanischer Kunstmäzen
- Eli Metcalfe Bruce (1828–1866), US-amerikanischer Philanthrop und Politiker
- Eli Bush, Filmproduzent
- Eli ibn Chajim (1532–um 1606), osmanischer Gelehrter
- Eli Cohen (1924–1965), israelischer Spion
- Eli Cohen (Politiker, 1972) (* 1972), israelischer Politiker (Kulanu)
- Eli Craig (* 1972), US-amerikanischer Regisseur und Schauspieler
- Eli Danker (* 1948), israelischer Schauspieler
- Eli Dayan (* 1949), israelischer Politiker (Awoda)
- Eli Degibri (* 1978), israelischer Jazzmusiker
- Eli Elezra (* 1960), israelisch-amerikanischer Pokerspieler
- Eli Evans (1805–1882), deutscher Unternehmer und Politiker
- Eli Fohorai-Boot (* 1945), osttimoresischer Guerillero und Politiker
- Eli Freud (1914–2010), israelischer Musiker und Komponist
- Eli Friedlander (* 1960), israelischer Philosoph
- Eli Goree (* 1994), kanadischer Schauspieler
- Eli Greenbaum (* 1974), US-amerikanischer Herpetologe und Evolutionsbiologe
- Eli von Haber (1807–1881), deutscher Arzt und Politiker (Linkes Zentrum)
- Eli Heckscher (1879–1952), schwedischer Wirtschaftshistoriker und Ökonom
- Eli Iserbyt (* 1997), belgischer Radsportler
- Eli Jischai (* 1962), israelischer Politiker (Schas)
- Eli Janney (1831–1912), US-amerikanischer Erfinder.
- Eli Katz, eigentlicher Name von Gil Kane (1926–2000), US-amerikanischer Comiczeichner
- Eli Jones Henkle (1828–1893), US-amerikanischer Politiker
- Eli Lilly (1838–1898), US-amerikanischer Offizier, Chemiker und Unternehmer
- Eli Lotar (1905–1969), französischer Fotograf und Kameramann
- Eli Mambwe (* 1982), sambischer Badmintonspieler
- Eli Manning (* 1981), US-amerikanischer American-Football-Spieler
- Eli Maor (* 1937), israelischer Mathematiker und Autor
- Eli Marcus (1854–1935), deutscher Schriftsteller und Schauspieler
- Eli Marienthal (* 1986), US-amerikanischer Schauspieler und Synchronsprecher
- Eli Marom (* 1955), israelischer Konteradmiral
- Eli Moschcowitz (1879–1964), amerikanischer Arzt und Hochschullehrer
- Eli Houston Murray (1843–1896), US-amerikanischer Politiker (Republikaner)
- Eli Noyes (1942–2024), US-amerikanischer Grafiker und Regisseur
- Eli Oosterhuis (* 1977), israelischer Eishockeyspieler
- Eli Palombo († nach 1800), osmanischer Gelehrter und Großrabbiner von Konstantinopel
- Eli Pariser (* 1980), US-amerikanischer Aktivist und Unternehmer
- Eli Perry (1799–1881), US-amerikanischer Politiker (Demokraten)
- Eli Reed (Fotograf) (* 1946), US-amerikanischer Fotograf
- Eli Reed (Musiker)  (* 1983), US-amerikanischer Musiker
- Eli Rosenbaum (* 1955), US-amerikanischer Beamter und Anwalt
- Eli Roth (* 1972), US-amerikanischer Regisseur, Drehbuchautor, Produzent und Schauspieler
- Eli Ruckenstein (1925–2020), rumänisch-US-amerikanischer Chemieingenieur.
- Eli M. Saulsbury (1817–1893), US-amerikanischer Politiker (Demokraten)
- Eli Sims Shorter (1823–1879), US-amerikanischer Politiker (Demokraten)
- Eli Shortridge (1830–1908), US-amerikanischer Politiker (Populisten)
- Eli Shukron, israelischer Archäologe
- Eli Smith (* 1955), färöischer Maler
- Eli T. Stackhouse (1824–1892), US-amerikanischer Politiker (Demokraten)
- Eli Sternberg (1917–1988), österreichisch-amerikanischer Ingenieurwissenschaftler
- Eli Thayer (1819–1899), US-amerikanischer Politiker (Republikaner)
- Eli Thompson (1973–2009), US-amerikanischer Fallschirmspringer
- Eli Walker (* 1970), US-amerikanischer Biathlet
- Eli Wallace (* ≈1985), US-amerikanischer Jazzpianist
- Eli Wallach (1915–2014), US-amerikanischer Schauspieler
- Eli Whitney (1765–1825), US-amerikanischer Erfinder und Fabrikant
- Eli Yablonovitch (* 1946), US-amerikanischer Physiker
- Eli Yale (1649–1721), walisisch-englischer Kaufmann und Philanthrop
- Eli Zizov (* 1991), israelischer Fußballspieler

### Weibliche Namensträger
- Eli Fara (* 1967), albanische Sängerin
- Eli Fischer-Jørgensen (1911–2010), dänische Linguistin
- Eli Landsem (* 1962), norwegische Fußballspielerin
- Eli Merete Melheim (* 1974), norwegische Biathletin
- Eli Riccardi (* 1998), deutsch-US-amerikanische Schauspielerin
- Eli Wasserscheid (* 1978), deutsche Schauspielerin